# Капетинги
Капети́нги (фр. Capétiens) — происходящая из рода Робертинов династия французских королей, представители которой правили с 987 по 1328 год, а по боковым линиям — до 1848 года. В истории французского государства — третья по счёту династия после Меровингов и Каролингов.
Первым королём, утвердившим надолго династию на престоле, был парижский граф Гуго Капет (хотя Робертины дважды были королями и до него), которого королевские вассалы избрали королём после смерти бездетного Людовика V. Аббата Гуго прозвали Капетом из-за того, что он носил мантию светского священника, которая называлась «капа». Именно Гуго Капет и дал имя самой большой королевской династии Франции, потомки которой правили страной на протяжении долгих веков.
Последним представителем старшей ветви Капетингов на французском троне стал Карл IV Красивый. Затем к власти пришла династия Валуа, являющаяся младшей ветвью семейства Капетингов. По пресечении Ангулемской линии династии Валуа к власти пришла другая ветвь Капетингского дома — Бурбоны. Два нынешних претендента на трон Франции также являются прямыми потомками Гуго Капета: от легитимистов — представитель испанской ветви Бурбонов, от орлеанистов — представитель орлеанской ветви Бурбонов.
К Капетингам также принадлежали бретонский герцогский дом де Дрё, дворянский род Куртене (давший нескольких правителей Латинской империи), большинство королей Португалии, включая продолжающуюся доныне Брагансскую династию с многочисленными боковыми отраслями, а также ряд более мелких дворянских родов.

## Происхождение династии
Первым достоверно известным предком династии Капетингов является Роберт Сильный (ум. 866), который во время правления Карла II Лысого был один из крупнейших феодалов Западно-Франкского королевства своего времени, управлявший как светскими, так и несколькими церковными владениями. Существует несколько гипотез о его происхождении. В настоящее время общепринятой считается версия, по которой Роберт происходил из династии графов Вормсгау. Её впервые выдвинул Карл Глёкнер и развил Карл Фердинанд Вернер. Согласно ей, Роберт Сильный тождественен графу Роберту IV, сыну умершего около 834 года графа в Вормсгау и Оберрейнгау Роберта III и Вильтруды, которая, возможно, была сестрой графов Эда Орлеанского и Гильома Блуаского, а также королевы Ирментруды, жены короля Карла II Лысого.
После смерти в 840 году императора Людовика I Благочестивого в Каролингской империи между его сыновьями началась борьба за наследство. Как и многим другим представителям франкской знати, Роберту Сильному пришлось делать выбор в пользу одного из королей. Он поддержал правителя Западно-Франкского королевства Карла II Лысого, в результате чего лишился родовых владений. В качестве компенсации он получил от Карла II Лысого ряд владений в Нейстрии между Сеной и Луарой для защиты королевства от набегов викингов и бретонцев. Роберт достаточно успешно воевал против викингов, одержав несколько побед, пока не погиб 15 сентября 866 года в сражении при Бриссарте.
Владения Роберта, которые в будущем составили основу королевского домена Капетингов, не представляли собой единого земельного комплекса и первоначально не имели названия. Условно их называют «Робертинское государство». В их состав входили графства Анжуйское, Вандомское и Мэнское, позже было присоединено и графство Парижское. Восточная часть на землях между Ланом и Орлеаном составила основу королевского домена Капетингов. Кроме того, Робертинам принадлежал ряд крупных аббатств, включая Сен-Мартен-де-Тур и Сен-Дени, считавшиеся сакральными местами королевской династии. Владения Робертинов между Сеной и Луарой получили название «Нейстрийская марка».
Сыновья Роберта Сильного, Эд и Роберт, упрочили могущество династии Робертинов. Эд после низложения в 887 году императора Карла III Толстого был избран королём Западно-Франкского королевства, однако после его смерти на престол был возведён представитель династии Каролингов Карл III Простоватый. Однако в 922 году на престол был возведён брат Эда Роберт I, который в 923 году погиб в битве против Карла Простоватого, который, однако, попал в плен к графу Герберту II де Вермандуа, в котором и умер. Сын Роберта I, Гуго Великий, судя по всему сам отказался от престола, в результате королём был выбран Рауль Бургундский. После смерти Рауля в 936 году Гуго Великий стал инициатором избрания на престол представителя династии Каролингов — Людовика IV Заморского, сына Карла III Простоватого. Вероятно причиной этого стало стремление Гуго восстановить мир в королевстве, нарушаемом постоянными конфликтами. В это время детей Гуго не имел, потому не мог гарантировать преемственность власти. Ко всему прочему, этот выбор ударял по самому могущественному противнику Гуго — Герберту II де Вермандуа.
При новом короле Гуго Великий был самым могущественным магнатом королевства, получив титул «герцог франков», Людовик его называл «вторым после нас во всех наших королевствах». Однако амбиции Гуго позже привели конфликту с Людовиком IV, их противостояние продолжалось до смерти короля в 956 году. Он был женат на Гедвиги Саксонской, дочери короля Восточно-Франкского королевства Генриха I Птицелова из Саксонской династии. Также она была сестрой королевы Герберги, жены Людовика IV, и короля (а затем императора) Оттона I, который, не желая чрезмерного усиления Робертинов, пытался удерживать равновесие между королём и его вассалом. Так ему пришлось в 946 году устроить поход, чтобы освободить попавшего в плен к Гуго Людовика IV.

## История Капетингов

### Гуго Капет

Западно-Франкское королевство в середине X века

Гуго Великий оставил нескольких сыновей. Из них старший, Гуго Капет, по прозвищу которого получила название династия Капетингов, наследовал владения и титулы отца, за исключением Бургундии, которую унаследовал его младший брат Оттон. Ещё один брат, Эд, стал клириком, однако после смерти Оттона он унаследовал Бургундию (под именем Генрих).
Хотя Гуго Капет и владел наследственными землями Капетингов, но он был не таким могущественным правителем, как его отец. Его владения располагались между Парижем на севере и Орлеаном на юге. Кроме того, в его подчинении был ряд не очень крупных городов (Санлис, Этамп, Мелён, Корбей, Дрё). В каждом из городов у Гуго был дворец и подчинённые рыцари. Кроме того, Гуго был светским аббатом ряда монастырей (Сен-Мартен-де-Тур, Сен-Бенуа-сюр-Луар, Сен-Жермен-де-Пре, Сен-Мор-де-Фоссе и некоторых других). Однако его владения были сильно разбросаны, между ними располагались земли враждебных ему феодалов (например, сеньоров Монлери и Монморанси). Кроме того, и вокруг его владений между Луарой и Сеной располагались владения могущественных сеньоров, хотя предки некоторых из них получили свои замки и города от Робертинов, но они в середине X века стали независимыми, воспользовавшись слабостью Робертинов после смерти Гуго Великого. Например, граф Блуа Тибо Плут, бывший вассал Гуго Великого, в 960 году был признан королём Лотарем графом Блуа и Тура, в состав его владений также входили Шартр и Шатодён. В своих владениях он возвёл замки Блуа, Шартр, Шатодён и Шинон, что олицетворяло его стремление к власти. А его старший сын и наследник, Эд I, который ещё больше увеличил владения, был личным врагом Гуго Капета. Также независимыми стали и графы Анжу: хотя Жоффруа I Гризегонель в 866 году именовал себя «графом Анжуйским Божьей милостью и щедростью моего господина Гуго», но его сын Фульк III Нерра фактически себя вассалом Гуго не признавал, именуя себя в 989 году «графом Анжуйским Божьей милостью». Но в отличие от графов Блуа, графы Анжу были союзниками Гуго. Ещё одним верным союзником Гуго был граф Вандома Бушар.
После смерти Оттона в 965 году Гуго организовал избрание герцогом последнего своего брата — Эда Генриха, причём без согласования этого шага с королём. С этого момента Бургундия не считалась королевским леном: её правители были вассалами только франкского герцога. В дальнейшем, опираясь на союз со своими родственниками Лиудольфингами и архиепископом Реймса, Гуго смог сохранить видное положение в северной части королевства. В конфликте между Лотарем и императором Оттоном II он поддержал Лотаря: в 979 году Гуго принял участие в походе на Ахен, а во время ответного наступления императора преградил ему путь под Парижем и заставил отступить.

Королевский домен Гуго Капета ок. 995 г.

В 986 году король Лотарь умер, передав своего 19-летнего сына Людовика V под опеку Гуго. После 14-месяцев царствования, молодой Людовик погиб на охоте. Законным наследником престола был его дядя, Карл Лотарингский, но у этого претендента были сильные враги внутри королевства во главе с архиепископом Реймса Адальбероном. К тому же многие не хотели видеть на престоле вассала императора, а правящие круги Германии не желали чрезмерного усиления герцога Лотарингского.
На ассамблею знати в Санлисе, находившемся в центре владений Гуго, большинство прибыло, уже настроенное в пользу герцога франков (конец мая 987 года). Адальберон Реймсский в своей речи перед собравшимися заявил, что Карл «потерял голову настолько, что посмел служить чужому королю и жениться на неровне, женщине из сословия вассалов», тогда как герцог Гуго обладает всеми необходимыми монарху качествами. Гуго получил единодушную поддержку. Коронация и помазание на царство произошли 3 июля 987 года в Нуайоне. Именно с избранием Гуго Капета королём государства, за которым закрепилось название Франция, династия окончательно закрепилась на троне.
Чтобы упрочить своё положение, Гуго уже через полгода после собственного избрания организовал коронацию своего сына Роберта II Благочестивого как соправителя. Выборы перед этим не проводились. Таким образом Гуго положил начало новой традиции: первые Капетинги ещё при жизни возводили своих сыновей на престол для того, чтобы избежать выборов, в ходе которых мог воцариться представитель другой династии. Эта традиция сыграла важную роль в переходе от выборной монархии к наследственной.
Властью в полном объёме новый король обладал только в ряде небольших владений на севере королевства: это были земли Робертинов между Парижем и Орлеаном, несколько графств, унаследованных от Каролингов, а также ряд аббатств и епископств. В Нейстрии в период после смерти Гуго Великого произошло усиление графов Блуа и Анжу. Это делало Гуго равным или даже уступавшим по силе ряду территориальных князей, ограничивавшихся формальным подчинением его сану. Земли к югу от Луары были абсолютно независимы от короны, но номинальная верховная власть Гуго была признана здесь достаточно быстро.
Другой была ситуация на севере. Здесь союзниками Карла Лотарингского были граф Труа, Эд Блуаский и архиепископ Санса — традиционный противник архиепископа реймсского. В 988 году, передав управление герцогством своему сыну Оттону, Карл начал войну против Гуго и занял Лан, считавшийся столицей королевства. Гуго и Роберт осадили город, но его защитники отбили штурм, а позже успешной вылазкой заставили осаждающих отступить.
Когда умер Адальберон, Гуго решил сделать архиепископом Реймса внебрачного сына короля Лотаря Арнульфа, чтобы таким образом перетянуть его на свою сторону. Но результат оказался совершенно другим: новый архиепископ сдал Реймс Карлу Лотарингскому (август 989 года). Правда, Карл не смог использовать преимущество, связанное с контролем над местом для коронаций. 29 марта 991 года и он, и Арнульф были схвачены благодаря вероломству епископа Лана Адальберона и выданы Гуго Капету. Король заточил Карла с женой и детьми в крепость в Орлеане, где тот умер не позже 995 года.

### Первые Капетинги
Гуго Капет умер 24 октября 996 года, ему наследовал Роберт II Благочестивый (27 марта 972 — 20 июля 1031). Он, как и его ближайшие преемники, фактически не имели контроля над большей частью Франции, попытки расширить своё влияние за пределы домена, включавшего только земли вокруг Парижа и Орлеана, как правило, оказывались не слишком удачными. Хотя Роберту II после смерти в 1002 году своего бездетного дяди, герцога Бургундии Эда-Генриха в результате войны, продлившейся до 1016 года, удалось присоединить Бургундию, однако это приобретение оказалось недолговечным.
Роберту Благочестивому, а затем и его сыну, Генриху I (4 мая 1008 — 4 августа 1060) пришлось бороться со своими вассалами, в первую очередь, с графами Блуа. Сразу же после вступления на престол в 1031 году Генриху пришлось бороться против матери, Констанции Арльской, которая желала видеть на французском престоле своего младшего сына Роберта, её поддерживал могущественный граф Эд II де Блуа. Только благодаря помощи нормандского герцога Роберта Дьявола Генрих смог выстоять. Ему удалось договориться с братом, уступив ему Бургундское герцогство. Также за помощь герцога Нормандии Генрих был вынужден уступить ему часть Вексена, занимавшую крайне важное стратегическое положение.
Генрих с помощью герцога Нормандии и императора Конрада II смог выиграть войну за престол, но только ценой серьёзных уступок князьям: он потерял обширное герцогство Бургундское, которое был вынужден уступить брату (потомки Роберта управляли им до 1361 года); за помощь Роберта Дьявола король был вынужден уступить ему южную часть Вексена, занимавшую крайне важное стратегическое положение; также он оставил неприкосновенным обширный территориальный комплекс, принадлежавший графам Блуа. При таких итогах войны он мог быть только «первым среди равных» в окружении своих номинальных вассалов. Таким образом, упадок королевской власти продолжился.
Могущественные вассалы монарха формально признавали его высшую власть над всем королевством, но при этом проводили независимую политику. Многие из них были сильнее короля. Чтобы обеспечить преемственность власти, ближайшие потомки Гуго Капета по его примеру ещё при жизни короновали своих наследников. Проблемы возникали даже в королевском домене, где вассалы короля строили каменные замки, за стенами которых они могли чувствовать себя совершенно независимыми правителями. Бароны вели войны друг с другом, притесняли соседние церковные общины и города и даже грабили путников, в результате чего торговые пути стали небезопасными — в том числе и в окрестностях Парижа. Король, потерпев ряд неудач в первой половине своего правления, последние десять лет фактически ничего не предпринимал против этих своих вассалов, не вмешиваясь также в развернувшуюся борьбу городов со своими сеньорами за коммунальные права.
Во время правления Филиппа I (1052 — 29 июля 1108), наследника Генриха I, возникла новая угроза, когда в 1066 году герцог Нормандии Вильгельм II завоевал Англию. Чтобы противодействовать усилению Вильгельма, французскому королю пришлось искать союзников среди противников нового английского короля. Филипп I воспользовался междоусобицами в графстве Анжу, получив за признание новым графом Фулька IV графство Гатине, присоединённое к королевскому домену в 1068 году. Также он в 1071 году признал графом Фландрии Роберта I Фризского, закрепив союз браком с его падчерицей, Бертой Голландской.
Во время феодальной войны в Бретани Филиппу удалось разгромить армию Вильгельма под Долем, в результате чего по итогам мира ему удалось вернуть Вексен. Позже Филипп поддерживал старшего сына Вильгельма Завоевателя, Роберта Куртгёза, в восстании против отца. После смерти Вильгельма англо-нормандская монархия оказалась разделена между его двумя сыновьями, поэтому на какое-то время угроза Капетингам миновала.
В 1078 году Филипп женил своего брата Гуго на наследнице графств Вермандуа и Валуа, что усилило его позиции в Пикардии. Также в 1101 году виконт Буржа, отправляясь в Первый крестовый поход, заложил Филиппу Бурж и Дюн в Берри, выкупить их по возвращении он так и не смог.
В 1092 году Филипп похитил Бертраду де Монфор, жену графа Анжу, и женился на ней, разведясь с первой женой, что вызвало конфликт с графом Фландрии, а также отлучение от церкви, которое продлилось 10 лет.
Во время правления Филиппа произошло усиление баронов внутри королевских владений, в результате которого оказались под угрозой пути сообщения между городами. Однако он начал выстраивать систему управления, независимую от территориальных князей и способную вести стабильную государственную политику. Наследовал ему старший сын Людовик VI, во время правления которого началось усиление королевской власти во Франции: он добился внутреннего единства королевского домена, заложив таким образом базу для объединения страны его потомками. Он успешно вёл борьбу с вассалами для защиты королевского права, церкви и общественного порядка, стремясь установить в королевстве порядок и правосудие.
Во время правления Людовика, вновь возникла угроза со стороны Англии, король которой Генрих I Боклерк, младший сын Вильгельма Завоевателя, который смог присоединить к своим владениям Нормандию и начал усиливать свои позиции в приграничных территориях. Опираясь на графов Блуа, Невера и Фландрии и герцога Бургундии, король Франции в 1109 году предпринял поход на Жизор, который укрепил английский король, но успеха не добился. В ответ вассалы Генриха серьёзно угрожали владениям Людовика. В результате он был вынужден отказаться от сюзеренитета над Мэном и Бретанью.
Для борьбы против Генриха французский король решил поддержать претензии на Нормандию Вильгельма Клитона, сына Роберта Куртгёза, однако успеха не добился. Также ему пришлось воевать против императора Генриха V, тестя английского короля, однако вторжение того во Францию успехом не увенчалось, а после смерти Генриха V в 1125 году угроза исчезла.
Несмотря на своё поражение в Нормандии, Людовик активно расширял своё влияние в других крупных французских княжествах. Он постоянно вмешивался в конфликт графа Оверни и епископа Клермона. Ему удалось утвердить в 1127 году графом Фландрии Вильгельма Клитона, однако после смерти того в 1128 году там утвердился Тьерри Эльзасский, которого поддержал Генрих Английский; хотя новый граф Фландрии и принёс Людовику вассальную присягу, но он фактически был независим. Также он не смог воспользоваться смутами в Англии, которые начались после смерти в 1135 году Генриха I, не оставившего наследников.

Франция в 1154 году

В 1137 году Людовик смог организовать брак своего наследника, Людовика VII (1120—18 сентября 1180) на Алиеноре, наследнице герцога Аквитании, что обеспечило присоединение к королевским владениям обширных владений на юге Франции. Людовик VI умер вскоре после заключения брака, и ему наследовал сын.
Однако Людовику VII не удалось сохранить Аквитанию, в 1152 году он развёлся с Алиенорой, от брака с которой у него не было сыновей. Этот развод имел серьёзные последствия, особенно с учётом того, что герцогиня Аквитании почти сразу же вышла замуж за Генриха Плантагенета, который уже был правителем Анжу, Мэна и Турени, а в 1154 году стал ещё и королём Англии. В итоге в руках короля Англии оказались огромные владения во Франции, превышавшие размером королевский домен. Хотя отношения Людовика и Генриха первоначально были мирными, но французский король не желал дальнейшего усиления английского. В 1173 году Людовик поддержал восстание наследника Генриха, что переросло в открытую войну, однако успеха он не добился.
Людовик VII предпринял ряд походов против «дурных сеньоров» Иль-де-Франса, в результате ему удалось установить контроль над всей территорией домена, закончив начатое его отцом. Он умер в 1180 году, наследовал ему единственный сын, Филипп II Август (21 августа 1165 — 14 июля 1223).

### Возвышение династии при Филиппе II Августе

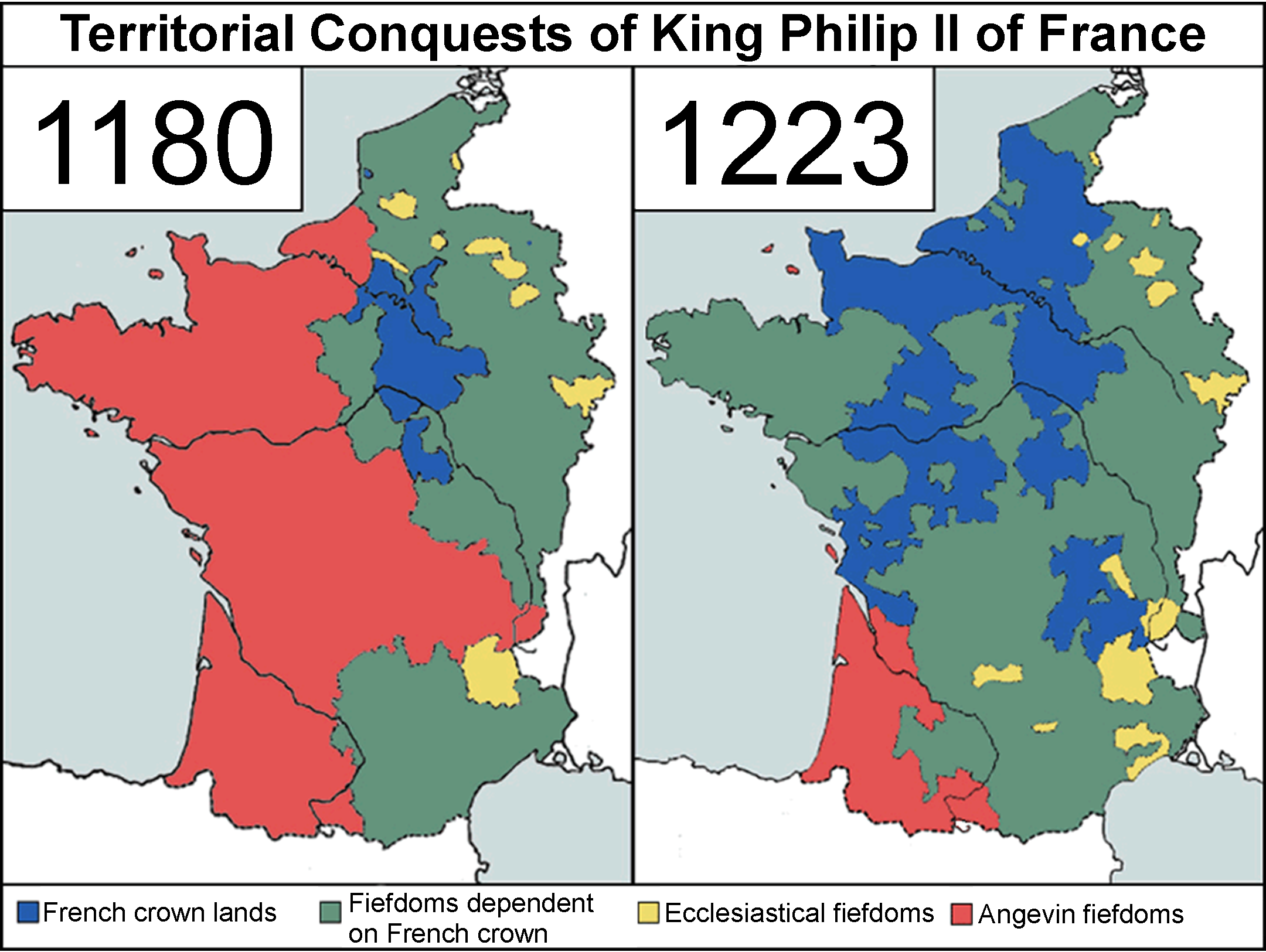
Территориальные завоевания Филиппа II Августа

Филипп был последним из Капетингов, которого короновали ещё при жизни отца — ему удалось настолько укрепить престиж королевской власти, что в дальнейшем не возникало проблем с передачей трона по наследству. Кроме того, он стал первым правителем, который называл себя «король Франции» (лат. rex Franciae), а не король франков (лат. rex Francorum).
Филипп II активно занимался расширением королевского домена. Он умело пользовался противоречиями при английском дворе. Филипп принимал участие в Третьем крестовом походе, по возвращении из которого поддерживал Иоанна Безземельного против его брата, короля Ричарда I Львиное Сердце. После смерти Ричарда королём стал Иоанн Безземельный, но Филипп выступил в поддержку его племянника, Артура Бретонского, имевшего законные права на английский престол как сын старшего брата короля. Хотя по условиям мирного договора, подписанного в 1200 в Ле Гуле, французский король признавал Джона наследником Ричарда во всех его владениях, получал графство Эврё, большую часть Вексена и часть Берри, но после того как английский король похитил невесту Гуго IX де Лузиньяна Изабеллу Ангулемскую и женился на ней сам, Филипп использовал жалобу Лузиньянов как повод к возобновлению борьбы. В марте 1202 года король Франции потребовал от Иоанна Безземельного не только удовлетворить претензии Лузиньянов, но и передать Артуру Бретонскому Анжу, Нормандию и Пуату, а после того как тот отказался это сделать и не приехал в Париж на суд пэров, все его владения во Франции в апреле были объявлены конфискованными короной. Приняв вассальную присягу от Артура за Бретань, Анжу и Турень, Филипп начал завоевание Нормандии. Хотя Иоанну удалось захватить Артура, многие бароны из Анжу и Пуату поддерживали французского короля, а после убийства Артура в 1203 году на сторону Филиппа перешёл и ряд нормандских баронов. К 1204 году король Франции контролировал уже всю Нормандию, к 1205 году — Пуату и Сентонж, а в начале 1206 добился значительных успехов в Бретани. Однако после восстания баронов в Пуату и Сентонже Филипп согласился на перемирие, по которому он возвращал Иоанну все владения к югу от Луары, сохраняя контроль над Нормандией, Анжу, Мэном и Туренью.
Позже Иоанну удалось создать против Франции коалицию, в которую входили его племянник, император Оттон Брауншвейгский, а также графы Фландрии, Голландии и Булони и герцог брабантский. В 1213 году война возобновилась, но в 1214 году в битве при Бувине армия императора Оттона и его союзников была разбита. Эта победа будет иметь долгосрочное влияние на западноевропейскую политику: власть французского короля стала неоспоримой, английский король, который в Англии столкнулся с недовольством баронов, которое в итоге переросло в гражданскую войну, заключил перемирие и фактически признал, что Нормандия, Анжу, Турень, Мэн и Пуату стали частью королевского домена.
Последние годы своей жизни Филипп Август занимался главным образом реформированием управления своим разросшимся доменом, проведя финансовые и административные реформы, а также ограничил власть магнатов. Хотя сам он не участвовал в Альбигойском крестовом походе в Южную Францию, но позволил своим вассалам и рыцарям помочь его осуществить.
В итоге его правления Филиппу удалось превратить Францию из маленького феодального государства в самую процветающую и могущественную страну в Европе, а благодаря его реформам удалось реорганизовать управление королевством и обеспечить ему финансовую стабильность.

### Ближайшие преемники Филиппа II
Филиппу II Августу в 1223 году наследовал его старший сын Людовик VIII (5 сентября 1187 — 8 ноября 1226), который ещё в 1216 году безуспешно пытался стать королём Англии. Новый король Франции продолжил расширение королевского домена. Он вытеснил Плантагенетов из существенной части Аквитании, подчинил графства Марш и Ангулем, а также Лимож и Сентож, однако захватить Гасконь ему не удалось. В 1225 году король объявил новый крестовый поход против альбигойцев, фактически направленный против графа Тулузы. В 1226 году крестоносцы захватили в Лангедоке ряд городов (Авиньон, Ним, Монпелье, Каркассон, Нарбонн, Памье, Бокер). Но 8 ноября король умер от дизентерии. В итоге получить плоды от одержанных им побед удалось только его сыну, Людовику IX Святому.
Людовик IX (25 апреля 1214 — 25 августа 1270), старший из сыновей Людовика VIII, в момент смерти отца был малолетним, поэтому регентом стала его мать, Бланка Кастильская, которой удалось ещё больше укрепить авторитет королевской власти и расширить королевский домен. По условиям Парижского договора 1229 года король получал половину графства Тулузы, а один из братьев Людовика, Альфонс, был помолвлен с наследницей графа. После смерти тестя он в 1249 году стал графом Тулузы, а в 1241 году получил в качестве апанажа графство Пуатье. Он не оставил детей, поэтому после его смерти в 1271 году Тулуза была окончательно присоединена к королевскому домену. Ещё один брат Людовика IX, Роберт, получил в 1237 году в качестве апанажа графство Артуа. Он стал родоначальником ветви Артуа. Самый младший же из братьев, Карл I Анжуйский, получил в качестве апанажа графства Анжу и Мэн. Благодаря удачному браку в 1246 году он смог стать графом Прованса, а позже завоевать Сицилийское королевство. Он стал родоначальником Анжу-Сицилийского дома.
Людовик IX стал совершеннолетним в 1234 году, однако это мало что изменило. Королевская власть была уже так сильна, что Людовику нетрудно было поддерживать свой авторитет против вассалов. В 1242 году ему удалось подавить мятеж южнофранцузской знати, поддержанной королём Англии Генрихом III, стремившимся вернуть утерянные его отцом владения во Франции. По Парижскому договору 1259 года король Англии отказался от контроля над Нормандией (кроме Нормандских островов), графства Мэн, Анжу и Пуату. Взамен Людовик уступил Англии Лимузен, Перигор, часть Сентонжа, Керси, Аженуа (Ажне). Также Генрих III принёс королю Франции вассальную присягу как герцог Аквитании (Гиени). В 1258 году Людовик отказался от сюзеренитета над Каталонией, Сердани и Русильоном, урегулировав таким образом отношения с королями Арагона. В результате эти успехи серьёзно увеличили авторитет французского короля среди европейских правителей, которые нередко стали обращаться к Людовику в качестве арбитра для разрешения споров.
Людовик IX организовал 2 крестовых похода, во время второго в 1270 году он умер от тифа. В 1297 году он был канонизирован.
Младшим сыновьям Людовика IX были выделены апанажи. Из них Пьер I, граф Алансона и Перша, наследников не оставил, а Роберт де Клермон, который благодаря браку унаследовал богатую сеньорию Бурбон, стал родоначальником династии Бурбонов, которая в 1589 году унаследовала французскую корону.
Наследовал же корону старший сын, Филипп III Смелый (30 апреля 1245 — 5 октября 1285). Правил он недолго: в 1284 году он организовал неудачный Арагонский крестовый поход, во время которого умер от дизентерии. Его пережили трое сыновей. Из них Карл Валуа стал родоначальником династии Валуа, сменившей на французском престоле в 1328 году старшую ветвь Капетингов. Младший, Людовик д’Эврё, стал родоначальником дома д’Эврё.
Французский престол унаследовал старший сын Филиппа III, Филипп IV Красивый (1268 — 29 ноября 1314). Благодаря браку с Жанной I Наваррской он расширил королевских домен за счёт королевства Наварры и графства Шампани. В 1297 году он начал войну против Фландрии, продолжавшуюся до 1305 года. В итоге к короне были присоединены Лилль, Дуэ, Бетюн и Орши. Также он конфисковал у короля Англии Эдуарда I Гиень, которую вернул только в 1303 году после брака своей дочери Изабеллы с его наследником, будущим Эдуардом II.
Филипп IV постоянно нуждался в деньгах, поэтому он вводил новые налоги, конфисковывал имущество евреев и ломбардцев, запустил процесс ликвидации ордена Тамплиеров, конфисковав его имущество во Франции, а также портил монеты. Его попытки обложить налогами духовенство привело к конфликту с папой римским, закончившимся переходом папства под контроль французских королей (так называемым Авиньонским пленением пап). Также во время правления Филиппа выросло влияние знатоков права (лигистов), стараниями которых прерогативы монарха были расширены, а также был обоснован суверенитет его власти. В результате его правление считается поворотной вехой в усилении королевской власти, а также формирования культа короля Франции. Во время правления Филиппа в 1302 году впервые были созваны Генеральные штаты.

### Последние Капетинги
У Филиппа IV было трое сыновей: Людовик X Сварливый (4 октября 1289 — 5 июня 1316), Филипп V Длинный (1291/1293 — 3 января 1322) и Карл IV Красивый (18 июня 1294 — 1 февраля 1328). Людовик X наследовал отцу в 1314 году. При нём в управление королевством постоянно вмешивался его дядя, Карл Валуа. Во время своего правления Людовику пришлось пойти на уступки баронам, недовольным политикой его отца. Также он попытался увеличить доходы короны, инициировав несколько реформ и разрешив вернуться во Францию евреям. В 1315 году он предпринял неудачный поход во Фландрию, по возвращении из которого заболел и умер в 1316 году. Его вторая жена родила сына, Иоанна I Посмертного, уже после смерти мужа, но ребёнок прожил всего 5 дней. В результате встал вопрос престолонаследия. Жанна, дочь Людовика от первого брака, с Маргаритой Бургундской, которая была уличена в прелюбодеянии, подозревалась в незаконнорождённости, поэтому знать не желала видеть её королевой. В итоге королём стал Филипп V, который обосновал свои права на трон так называемым салическим законом, который был впервые применён во Франции. В результате введения этого закона женщинам было запрещено наследовать корону Франции или передавать её через своих потомков.
Филипп V завершил войну с Фландрией и большую часть своего правления занимался внутренней политикой, пытаясь водворить порядок в администрации. Его правление может рассматриваться как время подведения итогов всей деятельности Капетингов: то, что раньше не вошло в законодательство, теперь подверглось регламентации. Однако предпринятые им монетная реформа и попытки ввести однообразие в путанице мер и весов успехом не увенчались. Он умер в 1322 году, оставив только дочерей, которые по Салическому закону не смогли получить престол. Ему наследовал младший брат Карл IV, во время правления которого фактически правил королевством его дядя, Карл Валуа. Карл IV стал последнем представителем старшей линии династии Капетингов. Он не оставил сыновей и умер в 1328 году. В результате королём Франции стал Филипп VI, сын умершего в 1325 году Карла Валуа, став родоначальником новой королевской династии — Валуа, правившей Францией до 1589 года, когда её сменила другая ветвь Капетингов — Бурбоны.

## Ветви династии

### Старший Бургундский дом
Первой отделившейся ветвью стал Старший Бургундский дом, родоначальником которого стал Роберт I, младший сын короля Роберта II Благочестивого. Под управлением этой династии оказалось Бургундское герцогство, в состав которого включало в себя земли прежних графств Отён, Бон, Авалон, Дижон и Шатийон-сюр-Сьен. Графы других бургундских графств (Шалон, Макон, Невер, Осер, Тоннер) были фактически независимыми правителями. Роберт и его ближайшие преемники были простыми феодалами, но постепенно герцоги Бургундии смогли увеличить свои владения и заставить своих вассалов признать свой сюзеренитет. Старшая ветвь угасла в 1361 году после смерти Филиппа I Руврского.
Кроме старшей ветви существовали ещё боковые:
- Португальский королевский дом (Бургундская династия), правившая в Португалии в 1093—1383 годах. Её родоначальником был Генрих Бургундский (ум. 1112), первый граф Португалии. После смерти в 1383 году Фернанду I трон перешёл к побочной линии — Ависской династии.
- Дом Монтегю. Его родоначальником был Александр I (1170—1205), сеньор де Монтегю. В XIII веке дом разделился на несколько ветвей. Ветвь сеньоров Сомбернон угасла в 1410 году, сеньоров Куша — в 1470 году.
- Второй дом дофинов Вьеннских. Его родоначальником Андре (Гиг VI) (1184—1237), унаследовавший в 1202 году графство Вьенн. Ветвь угасла в 1282 году.

### Ветвь Вермандуа
Родоначальником ветви стал Гуго Великий (1057 — 18 октября 1102), младший сын короля Генриха I, который благодаря браку с Аделаидой, наследницей Герберта IV де Вермандуа стал графом Валуа и Вермандуа. Эта ветвь угасла по мужской линии в 1167 году после смерти бездетного Рауля II де Вермандуа (1145 — 17 июня 1167), внука Гуго. Его наследницами последовательно были 2 сестры. Сначала в Валуа и Вермандуа правила старшая, Елизавета (1143 — 28 марта 1183), которая была бездетной. После её смерти на Валуа и Вермандуа претендовали граф Фландрии Филипп Эльзасский, муж Елизаветы, и её сестра Элеонора (1148/1149 — 19/21 июня 1213). В спор вмешался король Франции Филипп II Август, поддержавший Элеонору. По результатам Бовского договора 1185 года нижнее Валуа и Вермандуа (без нескольких территорий, отошедших к Фландрии) были переданы Элеоноре. После смерти бездетного Филиппа Фландрского Элеонора получила часть наследства сестры, однако ряд территорий король Франции удержал за собой. Детей она не оставила, поэтому после её смерти в 1213 году Валуа и Вермандуа окончательно были присоединены к королевскому домену.

### Дом де Дрё
Родоначальником рода был один из сыновей короля Франции Людовика VI Толстого — Роберт I (1123—1188), получивший в качестве апанажа графство Дрё. Его сын и наследник, Роберт II (1154—1218) унаследовал от матери ещё и графство Брен. От сыновей Роберта II пошло 2 ветви рода.
Старший сын, Роберт III, унаследовавший родовые владения, стал родоначальником старшей ветви рода, угасшей в 1345 году по мужской линии со смертью графа Пьера I (1298—1345) и в 1355 году по женской со смертью графини Жанны II (1345—1346), сестры Пьера I. От старшей ветви отделились также линия сеньоров Бё, родоначальником которой стал второй сын Роберта III де Дрё, Роберт I де Бё (1217—1264), сеньор де Бё и виконт де Шатоден (угасла в 1398 году со смертью Роберта VI де Бё), и линия сеньоров Боссар, родоначальником которой был второй сын Роберта II де Бё (1265—1306), Жан I, сеньор де Боссар (угасла в 1590 году со смертью Жана IV де Боссар, сеньора де Морэнвиль).
Наибольшую известность получила младшая ветвь дома, родоначальником которой стал второй сын Роберта II де Дрё — Пьер I Моклерк (1191—1250), женившийся на наследнице герцогства Бретань. Его потомки правили в Бретани до 1514 года. Последней представительницей ветви стала Анна Бретонская (1477—1514), последовательно бывшая женой французских королей Карла VIII и Людовика XII. Однако продолжалась побочная линия д’Эвангур, родоначальником которой стал Франсуа I д’Эвангур (1462 — после 1494), незаконный сын герцога Франсуа II. Также существовала линия сеньоров де Машекуль, родоначальником которой стал младший сын Пьера I, Оливье I де Машекуль (1231—1279). Линия угасла в 1464 году со смертью Маргариты де Машекуль (1374—1464), дамы де Вьеилевинь.

### Дом Куртене
Родоначальником его был Пьер I де Куртене (1126—1183), шестой сын короля Франции Людовика VI Толстого, который женился на Елизавете, дочери Рено, сеньора де Куртене, получив в качестве приданого сеньорию Куртене.
Старший сын Пьера I, Пьер II (1155—1219), который стал родоначальником самой значительной ветви рода, посредством брака приобрёл графство Невер, а также стал императором Латинской империи. Для того, чтобы сохранить власть в Латинской империи, потомки Пьера II были вынуждены продать большую часть своих владений во Франции, однако власть в империи сохранить так и не смогли. Младший сын Пьера II, Балдуин II (1217—1273) в 1261 году был свергнут, а Латинская империя прекратила своё существование, сам же Балдуин умер в Италии. Старшая ветвь по мужской линии угасла в 1283 году со смертью сына Балдуина II, Филиппа, единственная дочь которого, Екатерина, вышла замуж за Карла Валуа, передав ему права на титул императора Латинской империи.
Во Франции остались другие ветви рода, которые пошли от младших сыновей Пьера I. Их обширные имения были раздроблены между многочисленными представителями рода. В последние десятилетия своего существования Куртене через Парижский парламент утвердили за собой титул принцев крови, ссылаясь на своё происхождение по прямой мужской линии от Гуго Капета. Последний представитель рода Куртене по мужской линии умер в 1733 году, а после смерти 29 июня 1768 года Элен де Куртене род окончательно угас.
Также существовал польский род Бодуэн де Куртенэ, представители которого настаивали на происхождении от французских Куртене, хотя документальных свидетельств этого не существует. После разделов Польши представители этого рода были признаны в качестве дворян Российской империи.

### Анжу-Сицилийский дом
Родоначальником этой династии был сын короля Франции Людовика VIII Льва и брат короля Франции Людовика IX Святого — Карл I Анжуйский (21 марта 1227 — 7 января 1285), граф Анжу, Мэна, Прованса и Форкалькье. В 1266 году он завоевал Сицилийское королевство, создав могучую средиземноморскую державу, однако в результате Сицилийской вечерни в 1282 году потерял Сицилию и его потомки правили только в Неаполе. Существовало несколько ветвей рода. Умерший в 1309 году Карл II Анжуйский от брака с Марией Венгерской оставил многочисленное потомство. От старшего сына, Карла Мартела, пошла венгерская ветвь, представители которой были королями Венгрии, а затем и Польши. Последним представителем ветви был Людовик I Великий (1326—1382), король Венгрии и Польши, оставивший только трёх дочерей — Екатерину (1366—1377), умершую при жизни отца, Марию (1371—1392), королеву Венгрии, и Ядвигу (1372—1399), королеву Польши.
Наследником Неаполитанского королевства должен был стать второй сын, Людовик (1274—1297), но он избрал духовную карьеру и в 1295 году отрёкся от своих прав. Он в 1297 году был избран епископом Тулузы, но в том же году умер. В 1317 году он был канонизирован. Неаполитанское королевство и Прованс в итоге унаследовал его старший из оставшихся в живых сын — Роберт (1277—1343), ставший родоначальником Неаполитанской ветви. Его единственный сын, Карл Калабрийский, умер раньше отца, поэтому ему наследовала внучка, Джованна I, свергнутая с Неаполитанского трона и убитая в 1282 году.
Четвёртый сын, Филипп I (1278—1332), унаследовал Таранто, став родоначальником Тарентской ветви, угасшей в 1374 году со смертью Филиппа II Тарентского. Следующий из оставшихся в живых сыновей, Пьер (1292—1315) получил графство ди Гравина. Он умер бездетным. А самый младший из сыновей, Джованни (1294—1336), получил герцогство Дураццо, в которое вошли албанские владения дома. Он стал родоначальником ветви Дураццо. Из этой ветви происходил Карл III Дураццо (1345 — 24 февраля 1386), который в 1382 году завоевал Неаполитанское королевство, свергнув королеву Джованну I. Однако наследник Карла, Владислав (1376/1377 — 6 августа 1414) умер бездетным, после чего королевой стала его сестра, Джованна II (25 июня 1373 — 2 февраля 1435), со смертью которой Анжу-Сицилийский дом окончательно угас.

### Дом д’Артуа
Родоначальником был один из сыновей Людовика VIII — Роберт I д’Артуа, получивший в 1237 году в качестве апанажа графство Артуа. После гибели в 1302 году Роберта II графство Артуа стало предметом длительной тяжбы между его дочерью Матильдой д’Артуа и внуком Робертом III, сыном погибшего в 1298 году Филиппа д’Артуа. Верх в споре одержала Матильда, ставшая графиней д’Артуа. Роберт III сохранил только несколько сеньорий — Конш, Нонанкур и Домфрон, а в 1309 году ему было пожаловано графство Бомон-ле-Роже. После смерти Маго в 1329 году, а затем в 1330 году её наследницы, Жанны Бургундской, Роберт вновь предъявил права на Артуа, однако после того как было установлено, что представленные Робертом в качестве доказательства его прав документы были подложными, он был вынужден бежать в Англию, а его владения во Франции были конфискованы. Он участвовал на стороне Англии в Столетней войне и был смертельно ранен в 1342 году.
Ветвь угасла в 1472 году после смерти Карла д’Артуа, графа д’Э. Он не оставил законнорождённых детей, однако от его незаконного сына Карла д’Артуа пошла побочная линия рода, прекратившаяся по мужской линии в 1885 году.

### Валуа
Родоначальником династии был сын короля Франции Филиппа III Смелого и брат короля Франции Филиппа IV Красивого — Карл Безземельный (12 марта 1270 — 16 декабря 1325), граф Валуа, Алансона, Шартра, Анжу и Мэна. Представители данного рода занимали французский престол с 1328 года после угасания старшей линии рода Капетингов.
Существовало несколько ветвей рода.
- Старшая ветвь. Происходит от короля Карла VI безумного, старшего сына короля Карла V мудрого. Угасла в 1498 году со смертью короля Карла VIII.
- Ветвь графов, потом герцогов Алансонских. Происходит от Карла II, младшего сына Карла, графа де Валуа. Угасла в 1525 году.
- Ветвь герцогов Анжуйских. Происходит от Людовика, второго сына короля Иоанна II Доброго. Представители этой ветви боролись за титул короля Неаполя. Угасла в 1481 году.
- Ветвь герцогов Беррийских. Происходит от Жана, третьего сына короля Иоанна II Доброго. Угасла в 1416 году.
- Ветвь герцогов Бургундских. Происходит от Филиппа Бесстрашного, четвёртого сына короля Иоанна II Доброго. Угасла в 1477 году. Эта ветвь имела две младших линии:
  - линия герцогов Брабантских. Происходит от Антуана, сына Филиппа Бесстрашного. Угасла в 1430 году после смерти Филиппа Брабантского, младшего сына Антуана, оставившего только незаконных детей, потомство которых угасло в 1498 году.
  - линия графов Неверских. Происходит от Филиппа, сына Филиппа Бесстрашного. Угасла в 1491 году.
- Ветвь герцогов Орлеанских. Происходит от Людовика, второго сына короля Карла V Мудрого. Старшая линия угасла в 1515 году. Существовала также младшая линия, ветвь графов Ангулемских, которая происходит от Жана, второго сына Людовика. Его внук, Людовик XII, стал королём Франции после угасания старшей ветви Валуа. Угасла после смерти в 1589 году короля Генриха III, после чего французский престол перешёл к другой ветви Капетингов — Бурбонам.

### Дом д’Эврё
Родоначальником был Людовик д’Эврё, младший сын короля Филиппа III Смелого. От его сыновей пошли 2 ветви рода. Старший, Карл, стал графом д’Этамп. Эта ветвь угасла в 1400 году со смертью его старшего сына Людовика. Младший же сын, Филипп, граф д’Эврё, женился на единственной дочери короля Людовика X, за которой после избрания королём Филиппа VI Валуа был признан титул королевы Наварры. Эта ветвь угасла в 1425 году со смертью Карла III Наваррского.

### Бурбоны
Родоначальником был Роберт де Клермон (1256 — 7 февраля 1317)), младший из сыновей Людовика IX Святого), получивший в качестве апанажа графство Клермон-ан-Бовези, а позже благодаря браку унаследовавший богатую сеньорию Бурбон, давшую название династии. Его старший сын, Людовик I де Бурбон получил в 1327 году титул герцога де Бурбона. От сыновей Людовика пошли 2 ветви рода.
Старшая ветвь, родоначальником которой стал Пьер I де Бурбон, старший из сыновей герцога Людовика I, унаследовавший герцогский титул. Старшая линия рода угасла в 1503 году со смертью герцога Пьера II де Бурбона. Ранее от неё отделилась ветвь Бурбон-Монпансье, один из представителей которой, Карл III де Бурбон, коннетабль Франции, женился на наследнице Пьера II и унаследовал герцогский титул. Но после того как он в 1523 году бы обвинён в измене, его владения и титулы были конфискованы, а сам он был вынужден бежать. Он умер в 1527 году, не оставив наследников, после чего старшая ветвь угасла. Также от одного из представителей этого рода происходит побочная ветвь Бурбон-Бюссе.
Младшая ветвь, родоначальником которой стал Жак I де Бурбон, граф де Ла Марш и коннетабль Франции, младший из сыновей герцога Людовика I. От его младшего сына, Жака, пошёл род Бурбон-Прео, угасший в 1429 году. Старший из сыновей Жака I детей не оставил, потомство было у второго сына, Жана I. Старший из них, Жак II, унаследовавший графства Ла Марш и Кастр, оставил только дочерей, одна из которых и унаследовала его владения и титулы. Младший из сыновей, Жан, стал родоначальником побочной ветви Бурбон-Каренси. А второй сын, Людовик I, унаследовавший от матери графство Вандом, стал родоначальником Вандомской ветви Бурбонов.
Данная ветвь также вскоре разделилась на линии. Людовик де Бурбон, принц де Ла-Рош-сюр-Йон, был женат на дочери Жильбера де Бурбона-Монпансье, благодаря чему его сын, Людовик III смог получить часть конфискованных владений коннетабля Карла III де Бурбона. Он стал родоначальником второго рода Бурбон-Монпансье, угасшего в 1608 году. Франсуа I де Бурбон-Сен-Поль стал родоначальником ветви герцогов Эстувиля, угасшей в 1546 году.
Карл IV де Бурбон в 1514 году получил титул герцога Вандомского. От его младшего сына Людовика, принца Конде, пошла ветвь Бурбон-Конде, угасшая в 1830 году, а также отделившаяся от неё ветвь Бурбон-Конти, угасшая в 1814 году. Старший же сын Карла IV, Антуан де Бурбон, посредством брака стал королём Наварры. Его сын Генрих IV после прекращения в 1589 году династии Валуа по Салическому закону как старший из потомков короля Людовика IX по мужской линии стал королём Франции. При его потомках род сильно разветвился, представители династии Бурбонов кроме Франции правили в ряде других европейских государств. Старшая ветвь Бурбонов (Французские Бурбоны) пресеклась в 1883 году, её младшая ветвь, Орлеанский дом, существует до сих пор, в ней кроме старшей линии выделяют ветви Орлеанских-Браганса и Орлеанских-Галлиера. Также существуют различные ветви рода Испанских Бурбонов. Представители этого рода являются королями Испании. Также они правили в Сицилии и Неаполе (Неаполитанские Бурбоны) и герцогстве Пармском (Пармские Бурбоны). Одна из ветвей Пармских Бурбонов в настоящее время является правящей династией в великом герцогстве Люксембургском.